# Federació ECOM
La Federació ECOM és l'organització catalana que agrupa a les associacions i tot tipus d'entitat que tenen una relació amb la disminució física. Fundada l'any 1972 és probablement l'organització més antiga que treballa per la defensa dels drets de les persones amb aquesta problemàtica. Avui dia compta amb 152 entitats federades, 117 de les quals són catalanes o tenen la seva seu a Catalunya. La presidència està a mans de Maria José Vàzquez (Barcelona) i la vicepresidència de Josep Giralt (Lleida). A la Junta Directiva hi ha representació de totes les demarcacions catalanes. L'any 2006 va signar un protocol amb la Generalitat de Catalunya per valor de 16 milions d'Euros, on s'establien inversions per a equipaments, programes experimentals i també diferents estudis tècnics.